# Salwa Judum
Salwa Judum (litt. "chasseurs de paix ") est un mouvement anti-naxalite du Chhattisgarh, en Inde, fondé principalement par Mahendra Karma (en), et qui a évolué par la suite en milice dans une stratégie contre-insurrectionnelle de l'État,, pour ramener la région dominée par les Naxalites (rebelles indiens maoïstes) de nouveau sous le contrôle de l'État.
La milice est dissoute en 2011 sur ordre de la Cour suprême en raison de ses exactions récurrentes.
En 2013, Mahendra Karma, le fondateur de la milice, est tué dans une embuscade naxalite.